# Phương Anh Đào
Đào Phương Anh Đào (sinh ngày 30 tháng 4 năm 1992), thường được biết đến với nghệ danh Phương Anh Đào, là một nữ diễn viên người Việt Nam. Năm 2018, cô gây ấn tượng với vai diễn Nhật Hạ trong bộ phim Nhắm mắt thấy mùa hè giúp cô đoạt giải "Nữ diễn viên chính xuất sắc" tại Liên hoan phim quốc tế Hà Nội lần thứ 5. Cô cũng được biết tới khi đảm nhiệm vai nữ chính trong phim Mai (2024), bộ phim có doanh thu cao nhất lịch sử phòng vé Việt Nam.

## Tiểu sử và sự nghiệp
— Phương Anh Đào trong buổi phỏng vấn trên VnExpress.
Phương Anh Đào sinh ngày 30 tháng 4 năm 1992 trong một gia đình không ai theo nghệ thuật, bố mẹ làm tiểu thương ở thị trấn Gành Hào, huyện Đông Hải, tỉnh Bạc Liêu. Anh Đào được gia đình ủng hộ theo nghệ thuật, cô rời quê lên Thành phố Hồ Chí Minh đăng ký thi vào Trường Đại học Sân khấu – Điện ảnh. Năm 2008, cô đóng vai diễn đầu tiên là vai phụ Hoàng Su trong phim truyền hình Dòng sông định mệnh của đạo diễn Châu Huế. Năm 2014, Anh Đào đóng vai An Sa trong bộ phim sitcom Kim chi cà pháo nhưng không gây được dấu ấn.
Năm 2018, Phương Anh Đào gây ấn tượng khi vào vai Nhật Hạ trong bộ phim Nhắm mắt thấy mùa hè ghi hình tại Nhật Bản, vai diễn này giúp Đào đoạt giải "Nữ diễn viên chính xuất sắc nhất" tại Liên hoan phim Quốc tế Hà Nội. Liên tiếp cô đảm nhận vai chính trong hai bộ phim Em gái mưa và Chàng vợ của em. Năm 2019, Đào vào vai Thanh trong phim kinh dị Cha ma. Năm 2020, cô vào vai Thu trong bộ phim điện ảnh Bằng chứng vô hình. Năm 2022, Phương Anh Đào thủ vai bác sĩ Phương Anh trong bộ phim kinh dị Vô diện sát nhân. Năm 2024, cô vào vai Mai trong phim điện ảnh cùng tên, vai diễn này giúp cô nhận về nhiều giải thưởng, bao gồm giải Diễn viên nữ chính xuất sắc nhất tại 2 lễ trao giải Liên hoan phim châu Á Đà Nẵng lần thứ 2 & Giải Cánh diều lần thứ 22, và 3 giải thưởng Nữ diễn viên chính xuất sắc nhất (Điện ảnh), Nữ diễn viên điện ảnh được yêu thích nhất, Cặp đôi được yêu thích nhất (cùng với Tuấn Trần) tại Giải thưởng Ngôi Sao Xanh lần thứ 11.
Ngoài tham gia các bộ phim, Anh Đào còn xuất hiện trong một số video âm nhạc. Năm 2019, cô lần đầu góp giọng cùng Đen Vâu trong ca khúc "Lối nhỏ", sau đó là bài hát Bài này chill phết. Năm 2022, cô góp mặt trong MV "Diễn viên tồi" của Đen Vâu. Đây là lần thứ ba cô hợp tác cùng nam rapper này.

## Danh sách phim & chương trình truyền hình

### Chương trình truyền hình
| Năm  | Chương trình                      | Kênh    | Chú thích                                                     | Nguồn         |
| ---- | --------------------------------- | ------- | ------------------------------------------------------------- | ------------- |
| 2015 | Lữ khách 24h                      | HTV7    |                                                               | [ 21 ]        |
| 2016 | Lữ khách 24h                      | HTV7    |                                                               | [ 22 ]        |
| 2019 | Mỹ nhân hành động                 | ANTV    | Đội Phương Anh Đào - Tiến Trung nhận giải Đội truyền cảm hứng | [ 23 ]        |
| 2020 | Người vẽ ước mơ                   | TodayTV |                                                               | [ 24 ]        |
| 2022 | Chuyến đi nhớ đời                 | HTV7    |                                                               | [ 25 ]        |
| 2022 | 2 ngày 1 đêm                      | HTV7    |                                                               | [ 26 ]        |
| 2024 | Sao nhập ngũ                      | QPVN    | Đồng hạng nhì với Nguyễn Thúc Thùy Tiên                       | [ 27 ] [ 28 ] |
| 2024 | 2 ngày 1 đêm                      | HTV7    |                                                               | [ 29 ]        |
| 2025 | Đấu trường gia tốc – Run For Time | HTV7    |                                                               | [ 30 ]        |

### Video âm nhạc
| Năm  | Bài hát                | Ca sĩ           | Nhạc sĩ           |
| ---- | ---------------------- | --------------- | ----------------- |
|      | "Ngày gặp lại"         | Dương Triệu Vũ  | Minh Min          |
| 2016 | "Anh muốn"             | The Men         | Bảo Thạch         |
| 2016 | "Xin em"               | Bùi Anh Tuấn    | Nguyễn Hồng Thuận |
| 2016 | "Ngốc 1"               | Hương Tràm      | Khắc Việt         |
| 2016 | "Ngốc 2"               | Hương Tràm      | Nguyễn Hoàng Duy  |
| 2016 | "Dù chỉ là"            | Dương Hoàng Yến | Khắc Hưng         |
| 2016 | "Yêu một người vô tâm" | Bảo Anh         | Mr.Siro           |
| 2019 | "Lối nhỏ"              | Đen Vâu         | Đen               |
| 2019 | "Bài này chill phết"   | Đen Vâu         | Kimmese           |
| 2022 | "Diễn viên tồi"        | Đen Vâu         | Đen               |

### Phim điện ảnh
| Năm  | Tựa phim              | Vai diễn                    | Đạo diễn           | Nguồn  |
| ---- | --------------------- | --------------------------- | ------------------ | ------ |
| 2015 | Xóm trọ               | Hương                       | Trúc Phương        | [ 8 ]  |
| 2018 | Nhắm mắt thấy mùa hè  | Nhật Hạ                     | Cao Thúy Nhi       | [ 3 ]  |
| 2018 | Em gái mưa            | Thảo Ly                     | Kawaii Tuấn Anh    | [ 31 ] |
| 2018 | Chàng vợ của em       | Mai                         | Charlie Nguyễn     | [ 32 ] |
| 2019 | Cha ma                | Thanh                       | Nguyễn Bá Vũ       | [ 11 ] |
| 2019 | Truyện ngắn           | An                          | Cao Trung Hiếu     | [ 33 ] |
| 2019 | Hồn papa da con gái   | Giám khảo cuộc thi tài năng | Ken Ochiai         |        |
| 2020 | Sài Gòn trong cơn mưa | Giám khảo cuộc thi âm nhạc  | Lê Minh Hoàng      | [ 34 ] |
| 2020 | Bằng chứng vô hình    | Thư                         | Trịnh Đình Lê Minh | [ 12 ] |
| 2022 | Vô diện sát nhân      | Phương Anh                  | Đinh Công Hiếu     | [ 13 ] |
| 2022 | Tro tàn rực rỡ        | Nhàn                        | Bùi Thạc Chuyên    | [ 35 ] |
| 2023 | Chiếm đoạt            | Hà                          | Thắng Vũ           | [ 36 ] |
| 2024 | Mai                   | Mai                         | Trấn Thành         | [ 37 ] |
| 2026 | Báu vật trời cho      |                             | Lê Thanh Sơn       | [ 38 ] |

### Phim truyền hình
| Năm  | Tựa phim             | Vai diễn    | Đạo diễn          | Kênh   | Nguồn  |
| ---- | -------------------- | ----------- | ----------------- | ------ | ------ |
| 2008 | Dòng sông định mệnh  | Hoàng Xu    | Châu Huế          | HTV9   | [ 8 ]  |
| 2014 | Kim chi cà pháo      | An Sa       | Nguyễn Mạnh Hà    | VTV9   | [ 9 ]  |
| 2015 | Chiến dịch chống ế 2 | Misa        | Đinh Hà Uyên Thư  | YanTV  | [ 39 ] |
| 2016 | Thủy cơ              | Tiểu Anh    | Đỗ Phú Hải        | HTV9   | [ 40 ] |
| 2016 | Sếp ơi anh yêu em    | Hương Giang | Nguyễn Mạnh Hà    | SCTV14 | [ 41 ] |
| 2017 | Tình kỹ nữ           | Hoài        | Bùi Nam Yên       | THVL1  |        |
| 2017 | Lao công bí ẩn       | Tố Như      | Nguyễn Quang Minh | HTV9   | [ 42 ] |
| 2019 | Thế là Tết           | Mai         | Văn Công Viễn     | SCTV2  | [ 43 ] |
| 2022 | Bếp trưởng tới       | Uyên Thư    | Văn Công Viễn     | K+     | [ 44 ] |

### Web drama
| Năm  | Tên phim       | Vai diễn  | Nguồn  |
| ---- | -------------- | --------- | ------ |
| 2019 | Sweet Business | Phương Ly | [ 45 ] |

## Giải thưởng và đề cử
| Năm  | Giải thưởng                             | Hạng mục                                         | Tác phẩm             | Kết quả   | Nguồn         |
| ---- | --------------------------------------- | ------------------------------------------------ | -------------------- | --------- | ------------- |
| 2018 | Liên hoan phim quốc tế Hà Nội lần thứ 5 | Nữ diễn viên chính xuất sắc                      | Nhắm mắt thấy mùa hè | Đoạt giải | [ 46 ]        |
| 2018 | Giải thưởng Ngôi Sao Xanh lần thứ 5     | Nữ diễn viên điện ảnh xuất sắc                   | Chàng vợ của em      | Đề cử     | [ 47 ] [ 48 ] |
| 2019 | Giải Cánh diều lần thứ 17               | Nữ diễn viên chính xuất sắc phim truyện điện ảnh | Chàng vợ của em      | Đề cử     | [ 49 ]        |
| 2021 | Liên hoan phim Việt Nam lần thứ 22      | Nữ diễn viên chính xuất sắc                      | Bằng chứng vô hình   | Đề cử     | [ 50 ]        |
| 2023 | Giải Cánh diều lần thứ 21               | Nữ diễn viên chính xuất sắc phim truyện điện ảnh | Tro tàn rực rỡ       | Đề cử     | [ 51 ]        |
| 2023 | Giải thưởng Ngôi Sao Xanh lần thứ 10    | Nữ diễn viên chính xuất sắc nhất (Điện ảnh)      | Tro tàn rực rỡ       | Đề cử     | [ 52 ] [ 53 ] |
| 2023 | Giải thưởng Ngôi Sao Xanh lần thứ 10    | Nữ diễn viên điện ảnh được yêu thích nhất        | Tro tàn rực rỡ       | Đề cử     | [ 52 ] [ 53 ] |
| 2024 | Liên hoan phim châu Á Đà Nẵng lần thứ 2 | Diễn viên nữ chính xuất sắc nhất                 | Mai                  | Đoạt giải | [ 54 ] [ 14 ] |
| 2024 | Giải Cánh diều lần thứ 22               | Nữ diễn viên chính xuất sắc                      | Mai                  | Đoạt giải | [ 15 ]        |
| 2024 | Giải Mai Vàng lần thứ 30                | Nữ diễn viên điện ảnh – truyền hình              | Mai                  | Đề cử     | [ 55 ] [ 56 ] |
| 2024 | Giải thưởng Ngôi Sao Xanh lần thứ 11    | Nữ diễn viên chính xuất sắc nhất (Điện ảnh)      | Mai                  | Đoạt giải | [ 16 ]        |
| 2024 | Giải thưởng Ngôi Sao Xanh lần thứ 11    | Nữ diễn viên điện ảnh được yêu thích nhất        | Mai                  | Đoạt giải | [ 16 ]        |
| 2024 | Giải thưởng Ngôi Sao Xanh lần thứ 11    | Cặp đôi được yêu thích nhất (cùng với Tuấn Trần) | Mai                  | Đoạt giải | [ 16 ]        |